# Platsannons
Platsannons är en annons där en ledig tjänst utlyses. En platsannons kan antingen publiceras i en tidning eller via en jobbsajt.

## Jobbsajter
Jobbsajter är webbplatser som skapats i syfte att föra samman arbetsgivare med arbetssökande. Detta görs oftast genom publicering av platsannonser För att locka besökare till jobbsajter, samt för att göra den mer attraktiv för rekryterande företag, erbjuds ofta en rad olika jobbsökartjänster samt arbetsgivartjänster.
Jobbsajter kan erbjuda olika tjänster för att locka kunder.
- Möjlighet att få hjälp av jobbsajtens experter med att utforma platsannonsen för att därigenom locka så många besökare som möjligt.
- Möjlighet att söka igenom en databas av CV:n och därefter kontakta potentiella lämpliga kandidater.
- Att platsannonsen skickas ut till personer som anmält intresse för just den typen av jobb.
- Möjlighet att få passande nya jobb mejlade direkt till sig via e-post eller SMS.
- Hjälp med utformning av CV samt försättsbrev.
- Att få råd av experter gällande alla typer av frågor som rör yrkeslivet.